# Pacific Gas and Electric Company
Pacific Gas and Electric Company (PG&E) (NYSE: PCG) er et amerikansk energiselskab, der har hovedkvarter i Oakland, Californien. PG&E forsyner 5,2 mio. kunder i Californien med naturgas og elektricitet. PG&E's elproduktion er baseret på fossile brændsler, kernekraft og vedvarende energi.